# Семир Османагић
Семир Османагић, познат и као Сем Османагич (енгл. Sam Osmanagich) (Зеница, 1. јун 1960), босанскохерцеговачки је предузетник, самопрокламовани истраживач и псеудоархеолог. 
Оснивач је и руководилац фондације „Археолошки парк — Босанска пирамида Сунца” у оквиру које промовише псеудонаучну тврдњу да су пирамидална брда у месту Високо у Босни и Херцеговини заправо комплекс древних пирамидалних грађевина. 

## Биографија
Син је проф. др Муриса Османагића, професора Рударско - геолошког факултета у Тузли и некадашњег генералног директора рудника Какањ.
Података о његовом животу пре 2005, када је доспео у средиште пажње јавности након открића наводних пирамида у у близини места Високог у близини Сарајева, нема много. Према наводима у званичној биографији на његовој интернет страни од средине 1980. је био запослен као истраживач у сарајевском предузећу УНИС. Године 1989.  је отворио приватне фирме у Сарајеву и Сплиту. (На Османагићевој интернет страници тренутно стоји година 1999) Након тога је отишао у САД, где је 1995. отворио своју фирму Met Company, Inc.
Османагић је дописни члан „Руске академије природних наука“ (РАЕН) (удружења грађана, које нема везе са званичном Руском академијом наука).
Према сопственим тврдњама, објављеним на истој интернет страни, поседује више универзитетских диплома и академских степена:
- „Докторска дисертација: „Цивилизација Маја“ – Факултет политичких наука Универзитета у Сарајеву“
- „Магистар наука Међународне Економије – Економски факултет Универзитета у Сарајеву.“
- „Дипломирао је Факултет политичких наука, Одсјек Политологије.“
- „Дипломирао је Економски факултет.“
- „Завршио двије године на Одсјеку социологије Факултета политичких наука.“

## Докторска теза
Османагић је одбранио докторат из социологије на Универзитету у Сарајеву са контроверзном тезом „Нетехнолошка цивилизација Маја против модерних технолошких цивилизација“. У његовој тези се тврди да је цивилизација Маја старија од цивилизације Олмека и да је њихова култура мистериозно нестала након 10. века.
На Османагићевој интернет страници се наводи:
| „ | Докторска дисертација је плод петогодишњег истраживања цивилизације Маја у Хондурасу, Мексику, Салвадору, Белизеу и Гватемали. У закључку дисертације Османагић је истакао да „искуства цивилизације Маја могу понудити корисне моделе развоја Западној цивилизацији прије свега у погледу балансираног живота на Планети“. | ” |

Османагић у свом раду такође истиче да је кристална лобања, приписивана Астецима, (за коју је непобитно утврђено да је израђена у 19. веку, вероватно у Европи), у ствари дело Маја и да је израђена уз помоћ напредне технологије. Он износи и тврдње о наводним психолошким и парапсихолошким феноменима који се доводе у везу са овим и сличним предметима.
Поред тога, он у свом раду износи теорију да су Маје били у контакту са Кинезима, на основу статуе јагуара за коју тврди да је израђена од нефрита – минерала који се може наћи у Кини, али не и у Јужној Америци. Геолози су овај материјал идентификовали као жадеит, минерал сродног састава и сличног изгледа, који поред нефрита спада у једну од две врсте жада.
Османагићев ментор је био Хидајет Реповац, професор социологије на Факултету политичких наука Универзитета у Сарајеву. Професор Реповац је био један од копредседавајућих на „Међународном конгресу о босанским пирамидама“ одржаном 2008 у Сарајеву.

## Босанске пирамиде
Османагић се 2005. године вратио у Босну, где је прогласио брдо Височица поред места Високог, за пирамиду илирског порекла, стару десетак хиљада година. Непосредно након тога, почетком 2006, започео је квазинаучна истраживања уз издашну финансијску помоћ власти Федерације БИХ и медијску кампању огромних размера.

Османагић је за кратко време постао светски познат, али је међу озбиљним научницима стекао неславну репутацију. Европско удружење археолога је тим поводом издало саопштење у коме се каже: 
| „ | Ова превара представља сурову обману необавештене јавности и нема места у свету истинске науке. | ” |

## Негативне реакције јавности
Ископавања на локалитету средњовековног града Високог и могућност његовог уништења изазвала су револт научника из целог света, . протесте стручне и културне јавности Босне и Херцеговине, као и потписивање петиције „Зауставимо Османагића сада“
Амар Карапуш, кустос Народног музеја Босне и Херцеговине у Сарајеву је овим поводом изјавио: „Кад сам први пут прочитао о пирамидама, мислио сам да је то врло смешно. Нисам могао да поверујем да би било ко на свету могао да поверује у тако нешто.“
Енвер Имамовић са Сарајевског Универзитета, бивши директор Народног музеја у Сарајеву, изразио је забринутост због опасности да би ископавања могла да униште стварна археолошка налазишта, као што је средњовековна краљевска престоница Високи. Он тврди да би ископавање „неповратно уништило национално историјско благо“.

## Објављени радови
Османагић је аутор више псеудоархеолошких дела у којима износи различите теорије које немају научних основа нити подршке у академском свету. Ове теорије су предмет критика научника, како у Босни и Херцеговини, тако и широм света и доводе у сумњу његов кредибилитет.

### Маје и Атлантида
У чланку у „Археолошком магазину“ енгл. Archaeology Magazine, Марк Роуз енгл. Mark Rose спомиње следећи цитат из Османагићеве књиге „Свет Маја“, који по његовом мишљењу садржи „бизарне мисли“ као што је идеја „да су Маје и други народи потомци Атлантиђана, који су на Земљу дошли из сазвежђа Плејада".
"Моја је теорија да се Маје морају сматрати часовничарима космоса, чији је задатак да подесе земаљску фреквенцију и ускладе је са вибрацијама Сунца... Њихови преци, цивилизације Атлантиде и Лемурије, подигли су прве храмове на енергетски потентним тачкама наше планете. Њихова најважнија функција је била да служе као пролази ка другим световима и димензијама."

### Нацистичка база на Антарктику
У својој књизи „Алтернативна хисторија“, Османагић сугерише да су Хитлер и други нацистички главешине побегли у подземну базу на Антарктику.